# Poriadie
Poriadie este o comună slovacă, aflată în districtul Myjava din regiunea Trenčín. Localitatea se află la altitudinea de 425 m deasupra n.m., se întinde pe o suprafață de 7,87 km2 și în 2017 număra 695 de locuitori.

## Demografie
| An:                | 1994 | 2004   | 2014   | 2024   |
| ------------------ | ---- | ------ | ------ | ------ |
| Număr de persoane: | 718  | 695    | 705    | 703    |
| Diferență:         |      | −3,20% | +1,43% | −0,28% |

| An:                | 2023 | 2024   |
| ------------------ | ---- | ------ |
| Număr de persoane: | 713  | 703    |
| Diferență:         |      | −1,40% |